# ISO 3166-2:TC
ISO 3166-2:TCはISOの3166-2規格のうち、TCで始まるものである。イギリス領タークス・カイコス諸島の行政区分コードを意味する。タークス・カイコス諸島はISO 3166-1(ISO 3166-1 alpha-2)で、TCを国コードとして割り振られている。ISO 3166-2:TCに対応する行政区分コードの割り当てはない。